# Jaroslav Patočka
Jaroslav Patočka (* 8. ledna 1973, Liberec, Československo) je český operní pěvec – bas, basbaryton. Vyniká dobře vedeným měkkým a přitom znělým basem, který mu dovoluje zpívat lyrické i dramatické role.

## Životopis

### Studium
Zpěv studoval nejprve soukromě u předního sólisty Národního divadla v Praze, národního umělce a držitele ceny Grammy Václava Zítka. Později absolvoval Pardubickou konzervatoř ve třídě prof. Václava Zítka a prof. Mgr. Miloslava Stříteského. Zúčastnil se několika mistrovských pěveckých kursů, například u renomovaného italského operního tenoristy a pedagoga Antonia Carangela. Pravidelně se také účastnil Rossiniho operního festivalu v italském Pesaru a operního festivalu v irském Wexfordu.

### Profesní kariéra
Jeho profesní kariéra započala v operním sboru Divadla F. X. Šaldy v Liberci a později v Pražském komorním sboru.
Sólově debutoval v roli Banca (G. Verdi-Macbeth) v divadle F. X. Šaldy Liberec. V Národním divadle v Praze debutoval jako Zuniga v Bizetově Carmen. Vystupuje nejen v České republice, ale i ve státech Evropy. Koncertní turné jej zavedlo např. do Izraele, Libanonu či Jižní Koreje. Věnuje se také koncertní činnosti s mnoha českými i zahraničními orchestry a sbory. (např. Filharmonie Hradec Králové, Komorní filharmonie Pardubice, Filharmonie Bohuslava Martinů, Karlovarský symfonický orchestr, Filharmonia Dolnośląska, Pražský komorní sbor, Český filharmonický sbor Brno a další). Jeho repertoár obsahuje kromě operní také oratorní a písňovou tvorbu.

## Repertoár

### Operní role (výběr)
- Giuseppe Verdi: Banco (Macbeth)
- Giuseppe Verdi: Egyptský král (Aida)
- Giuseppe Verdi: Sparafucile (Rigoletto)
- Giuseppe Verdi: Marullo (Rigoletto)
- Giuseppe Verdi: bratr Melitone (Síla osudu)
- Giuseppe Verdi: Baal (Nabucco)
- Giuseppe Verdi: Pietro (Simmone Boccanegra)
- Giuseppe Verdi: Markýz d’Obigny (La traviata)
- Giuseppe Verdi: Silvano (Maškarní ples)
- Antonín Dvořák: Lucifer (Čert a Káča)
- Bedřich Smetana: Chrudoš (Libuše)
- Bedřich Smetana: Kecal (Prodaná nevěsta)
- Bedřich Smetana: Mícha (Prodaná nevěsta)
- Charles Francois Gounod: Wagner (Faust a Markétka)
- Georges Bizet: Zuniga (Carmen)
- Jacques Offenbach: Crespel (Hoffmannovy povídky)
- Jacques Offenbach: Luther (Hoffmannovy povídky)
- Vincenzo Bellini: Alessio (Náměsíčná)
- Giacomo Puccini: Bonze (Madame Butterfly)
- Giacomo Puccini: Císařský komisař (Madame Butterfly)
- Giacomo Puccini: Sciarrone (Tosca)
- Giacomo Puccini: Benoit (La bohème)
- Gioacchino Rossini: Alidoro (La Cenerentola)
- Carl Maria von Weber: Kuno (Čarostřelec)
- W.A.Mozart: Sarastro (Kouzelná flétna)
- W.A.Mozart: Mluvčí, Kněz (Kouzelná flétna)
- Otto Nicolai: Herr Reich (Veselé paničky Windsorské)
- Erwin Schulhoff: Pantalon (Plameny)
- P.I.Čajkovský: Thibaut z Arku (Panna Orleánská)

### Koncertní a písňová tvorba (výběr)
- Antonín Dvořák: Stabat Mater, Op.58
- Antonín Dvořák: Mše D-dur, Op.86
- Antonín Dvořák: Te Deum, Op.103
- Antonín Dvořák: Biblické písně Op.99
- Antonín Dvořák: Svatá Ludmila (oratorium), Op.71
- Jakub Jan Ryba: Česká mše Vánoční
- Jakub Jan Ryba: Missa Solemnis in C major
- Václav Jan Kopřiva: Pastorální mše
- Bohuslav Martinů: Otvírání studánek (kantáta)
- Ludwig van Beethoven: Messe C-Dur op. 86
- F. X. Brixi: Missa pastoralis
- W.A.Mozart: Korunovační mše C-dur
- W.A. Mozart: Requiem d-moll
- G. Fauré: Requiem d-moll
- G. F. Händel: Oratorium Mesiáš
- J. Laburda: Missa pastoralis
- G. Rossini: Stabat Mater
- G. Verdi: Requiem